# Andrej Zubarev
Andrej Sergeevič Zubarev (in russo Андрей Сергеевич Зубарев?; Ufa, 3 marzo 1987) è un hockeista su ghiaccio russo.

## Palmarès

### Olimpiadi
- 1 medaglia:
  - 1 oro (Pyeongchang 2018[1])

### Mondiali
- 1 medaglia:
  - 1 oro (Bielorussia 2014[2])